# 3-та танкова дивизия (Вермахт)
3-та танкова дивизия е една от танковите дивизии на Вермахта по време на Втората световна война. Известна е още като „Мечата дивизия“ заради един от символите, които използва през войната.

## История
3-та танкова дивизия е сформирана на 15 октомври 1935 г. във Вюнсдорф, 3-ти военен окръг. Войниците са основно прусаци и идват от различни военни части – моторизирана транспортна група „Цосен“ (Kraftfahr-Lehrstab Zossen), 1-ва кавалерийска дивизия, 3-та кавалерийска дивизия, 2-ри, 3-ти и 6-и моторизирани транспортни батальони, както и полицията (Landespolizei).
Между 1937 и 1939 г. част от дивизията, 6-и танков полк, участва по време на гражданската война в Испания като част от легион Кондор. Дивизията участва в анексирането на Австрия и в кампанията в Полша като част от 19-и корпус. Отличава се по време на битката за Франция. Там участва в битката при канала Албер и в боевете южно от Брюксел и след Дюнкерк.
През януари 1941 г. отстъпва няколко формации на 5-а лека дивизия, а през март получава части от други дивизии.
На Източния фронт е част от група армии „Център“. През март 1942 г. е прехвърлена към група армии „Юг“, където участва в настъплението в Кавказ. Участва в боевете при Харков, защитните боеве край Днепър, в Украйна, в Полша, а след това е прехвърлена в Унгария. Остава там до април 1945 г., след което е прехвърлена в Австрия, където се предава на американската армия.

## Командири
По време на съществуването си, дивизията е командвана от следните офицери:
| Звание            | Име                     | Период                                  |
| ----------------- | ----------------------- | --------------------------------------- |
| Генерал-лейтенант | Ернст Фесман            | 15 октомври 1935 – 30 септември 1937 г. |
| Генерал-лейтенант | Лео Гайр фон Швепенбург | 1 октомври 1937 – 6 октомври 1939 г.    |
| Генерал-майор     | Хорст Щумпф             | 7 октомври 1939 – септември 1940 г.     |
| Генерал-майор     | Фридрих Кюн             | септември 1940 – 4 октомври 1940 г.     |
| Генерал-майор     | Хорст Щумпф             | 5 октомври 1940 – 11 ноември 1940 г.    |
| Генерал-лейтенант | Валтер Модел            | 13 ноември 1940 – 21 октомври 1941 г.   |
| Генерал-лейтенант | Херман Брайт            | 22 октомври 1941 – 30 септември 1942 г. |
| Генерал-майор     | Франц Вестовен          | 1 октомври 1942 – 20 октомври 1943 г.   |
| Генерал-майор     | Фриц Байерлайн          | 21 октомври 1943 – 4 януари 1944 г.     |
| Оберст            | Рудолф Ланг             | 5 януари 1944 – 25 май 1944 г.          |
| Генерал-лейтенант | Вилхелм Филипс          | 25 май 1944 – 19 януари 1945 г.         |
| Оберст            | Вилхелм Сьот            | 20 януари 1945 – 18 април 1945 г.       |
| Оберст            | Волкмар Шьоне           | 19 април 1945 – 8 май 1945 г.           |

## Носители на награди
- Носители на свидетелство за похвала от главнокомандващия на армията (16)
- Носители на Германски кръст, златен (140)
- Носители на Германски кръст, сребърен (12)
- Носители на почетна кръгла тока на сухопътните части (35)
- Носители на Рицарски кръст (47, включително един непотвърден)
- Носители на Рицарски кръст и Орден за военни заслуги с мечове (1)